# Isaac Schmidt
Isaac Schmidt (Lausanne, 1999. december 7. –) svájci korosztályos válogatott labdarúgó, az angol Leeds United hátvéde.

## Pályafutása

### Klubcsapatokban
Schmidt a svájci Lausanne városában született. Az ifjúsági pályafutását a helyi Lausanne-Sport akadémiájánál kezdte.
2019-ben mutatkozott be a Lausanne-Sport másodosztályban szereplő felnőtt csapatában. 2020. június 30-án, a Stade Lausanne Ouchy ellen 0–0-ás döntetlennel zárult bajnokin debütált. A 2019–20-as szezonban feljutottak az első osztályba. 2021. július 1-jén kétéves szerződést kötött a St. Gallen együttesével. Először a 2021. augusztus 8-ai, Lugano ellen 2–1-re elvesztett mérkőzésen lépett pályára. Első gólját 2022. március 19-én, a Luzern ellen hazai pályán 3–2-re megnyert találkozón szerezte meg.
2024. augusztus 30-án az angol Leeds United szerződtette.

### A válogatottban
Schmidt 2019-ben két mérkőzés erejéig tagja volt a svájci U20-as válogatottnak.

## Statisztika
2024. augusztus 15. szerint.
| Klub           | Szezon   | Bajnokság              | Bajnokság | Bajnokság | Kupa  | Kupa  | Nemzetközi | Nemzetközi | Összesen | Összesen |
| Klub           | Szezon   | Bajnokság              | Mérk.     | Gólok     | Mérk. | Gólok | Mérk.      | Gólok      | Mérk.    | Gólok    |
| -------------- | -------- | ---------------------- | --------- | --------- | ----- | ----- | ---------- | ---------- | -------- | -------- |
| Lausanne-Sport | 2019–20  | Swiss Challenge League | 7         | 0         | 0     | 0     | —          | —          | 7        | 0        |
| Lausanne-Sport | 2020–21  | Swiss Super League     | 7         | 0         | 1     | 0     | —          | —          | 8        | 0        |
| St. Gallen     | 2021–22  | Swiss Super League     | 25        | 1         | 4     | 0     | —          | —          | 29       | 1        |
| St. Gallen     | 2022–23  | Swiss Super League     | 29        | 2         | 3     | 0     | —          | —          | 32       | 2        |
| St. Gallen     | 2023–24  | Swiss Super League     | 34        | 2         | 1     | 0     | —          | —          | 35       | 2        |
| St. Gallen     | 2024–25  | Swiss Super League     | 4         | 1         | 0     | 0     | 4          | 0          | 8        | 1        |
| Összesen       | Összesen | Összesen               | 106       | 6         | 9     | 0     | 4          | 0          | 119      | 6        |

## Sikerei, díjai
Lausanne-Sport
- Swiss Challenge League
  - Feljutó (1): 2019–20

St. Gallen
- Svájci Kupa
  - Döntős (1): 2021–22